# Natallia Stasiuk
Natallia Viktarauna Stasiuk (biélorusse : Наталля Віктараўна Стасюк), née le 21 janvier 1969 à Kapatkevitchy (RSS de Biélorussie), est une ancienne rameuse biélorusse. Elle est médaillée de bronze aux Jeux de 1996.

## Palmarès

### Jeux olympiques
- Jeux olympiques d'été de 1996 à Atlanta ( États-Unis) :
  -  médaille de bronze en huit

### Championnats du monde
- Championnats du monde 1995 à Tampere ( Finlande) :
  -  médaille de bronze en quatre de pointe
- Championnats du monde 1991 à Vienne ( Autriche) :
  -  médaille d'argent en huit